# Яшилдепе — Бурдалик — Ходжамбаз
Яшилдепе — Бурдалик — Ходжамбаз — газопровід на сході Туркменістану, що здійснює подачу блакитного палива до ряду районів на правобережжі Амудар'ї.
Ще в часи існування СРСР у Туркменістані виявили великі запаси природного газу, втім, з огляду на технічну складність спорудження трубопровідних переходів через Амудар'ю, газифікацію її правобережжя почали через під'єднання до узбецької газотранспортної мережі. При цьому саме на узбецькій території звели інфраструктуру для розробки нафтогазоконденсатного родовища Кокдумалак, туркменська сторона якого відома під назвою Яшилдепе.
В 1990-х роках між туркменською та узбецькою стороною почались суперечки щодо розробки Кокдумалак/Яшилдепе, при цьому в Туркменістані вирішили під'єднати свої правобережні райони до основної газотранспортної системи. Для цього в 2001-му проклали перемичку між трубопроводом Сакар — Керкі, що прямує по лівобережжю, та Яшилдепе із облаштуванням мостового переходу над річкою.